# Николь Доши
Николь Доши (кит. трад. 尼可尔·多西; род. 12 мая 1995, Ухань) — китайская порноактриса.

## Биография
Родилась и выросла в Ухане. В 2014 году переехала в Линкольн, штат Небраска, чтобы изучать экономику в колледже. Всего через месяц она бросила колледж и переехала в Нью-Йорк, где начала работать массажисткой и эскортом. В 2020 году она открыла аккаунт на OnlyFans, где её обнаружил представитель Vixen, таким образом дебютировав в индустрии фильмов для взрослых 26 сентября 2021 года.
Позже она работала в таких продюсерских домах и студиях, как Brazzers, Reality Kings, Evil Angel, Jules Jordan. Она выбрала себе сценическое имя Николь Доши, потому что оно сочетает в себе ее страсть к суши и собакам.
После нескольких номинаций в 2023 году она получила награду XBIZ Awards как «Лучшая новая исполнительница».

## Награды и номинации
| Год  | Награда          | Результат | Категория                          | Работа |
| ---- | ---------------- | --------- | ---------------------------------- | --- |
| 2023 | AVN Awards       |           |                                    | |
| 2023 | AVN Awards       | Номинация | Лучшая новая старлетка             | н/д |
| 2023 | AVN Awards       | Победа    | Лучшая сцена секса вчетвером/оргии | Blacked Raw V56 (вместе с Вики Чейз, Ванна Бардо, Вайолет Майерс, Айзеей Максвеллом, Антоном Харденом, Брикзиллой, Вик Мари, Гарландом, Джеем Хефнером, Джейми Ноксом, Джонатаном Джорданом, Джоном Леджендари, Задди, Ричардом Манном, Саванной Бонд, Стретчем и Тироном Лавом) |
| 2023 | XBIZ Award       | Номинация | Лучший новый исполнитель           | н/д |
| 2023 | XBIZ Award       | Номинация | Лучшая сцена секса — виньетка      | High Gear(вместе с Айзеей Максвеллом, Антоном Харденом, Брикзиллой, Вайолет Майерс, Вик Мари, Вики Чейз, Гарландом, Джеем Хефнером, Джейми Ноксом, Джонатаном Джорданом, Джоном Леджендари, Задди, Ричардом Манном, Саванной Бонд, Стретчем и Тироном Лавом)                     |
| 2023 | XRCO Award       | Победа    | Лучший новый исполнитель           | н/д |
| 2023 | NightMoves Award | Номинация | Лучший новый исполнитель           | н/д |
| 2024 | AVN Awards       | Номинация | Лучшая анальная сцена              | Dredd Up Your Ass 4(вместе с Дреддом) |
| 2024 | AVN Awards       | Номинация | Исполнительница года               | н/д |
| 2025 | AVN Awards       | Номинация | Исполнительница года               | н/д |
| 2025 | XBIZ Award       | Номинация | Лучший новый исполнитель           | н/д |